# Cross Country (album)
Cross Country è un album dei Cross Country, pubblicato nel 1973.

## Descrizione
Si tratta dell'unico lavoro realizzato da alcuni componenti della band The Tokens. Il disco annovera, inoltre, feat importanti fra cui l'ex membro dei Lynyrd Skynyrd Greg Walker e il jazzista George Devens (ex collaboratore di Al Caiola).
Il brano di maggior successo fu In the Midnight Hour, cover della celebre canzone di Wilson Pickett.

## Accoglienza
È considerato dalla critica e dagli ascoltatori come un classico esempio di rock folk e country in stile Crosby, Stills, Nash & Young.
Il singolo In the Midnight Hour restò in classifica Billboard per tutto il 1973.

## Tracce
1. Today - 2:47
2. Just a Thought - 3:18
3. Cross Country - 3:49
4. In the Midnight Hour - 3:14
5. Thing With Wings - 2:00
6. Extended Wings - 2:35
7. Tastes So Good to Me - 3:10
8. A Fall Song - 2:49
9. Choirboy - 3:20
10. A Ball Song - 2:50
11. A Smile Song - 4:28

## Formazione
- Mitch Margo: chitarra elettrica, tastiera, voci
- Phil Margo: percussioni, produzione, arrangiamenti
- Jay Siegel: voce, percussioni
- Greg Walker: basso elettrico
- Allan Schwartzberg: batteria
- George Devens: percussioni
- Al Gorgoni: chitarra acustica